# Voeding in Hellas
De Oud-Griekse keuken wordt gekenmerkt door soberheid, die wordt bepaald door de moeilijke omstandigheden voor de Griekse landbouw. Basis voor de Griekse kookcultuur is de "mediterrane drie-eenheid": graan, olijfolie en wijn.

## Dagelijkse maaltijden

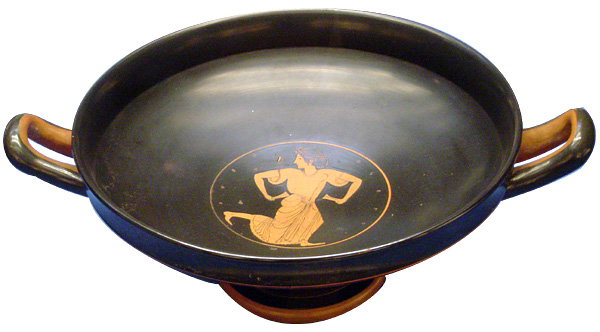
Kylix of drinkschaal

De oude Grieken kenden drie dagelijkse maaltijden:
- een ontbijt (ἀκρατισμός / akratismós) bestond uit gerstebrood gedoopt in ongemengde wijn (ἄκρατος / ákratos), eventueel aangevuld met vijgen of olijven
- een middagmaal (ἄριστον / ariston[2]) werd gegeten rond of even na de middag
- een avondmaal (δεῖπνον / deĩpnon), de voornaamste maaltijd van de dag, meestal genuttigd na zonsondergang

Soms gaat er aan het begin van de avond een lichte versnapering (ἑσπέρισμα / hespérisma) aan vooraf.

### Meubelen en servies
De Grieken aten zittend; ligbankjes werden uitsluitend gebruikt door de aristocratie of voor banketten. Aanvankelijk zijn de tafels rechthoekig (laag voor banketten), vanaf de 4e eeuw v.Chr. zijn ze rond en krijgen ze poten in de vorm van leeuwen- of andere dierenpoten. Door het gebruik om gestorven kinderen meubeltjes in hun graf mee te geven, krijgen we een goed beeld van het toenmalige Griekse meubilair.
Platte koeken dienen soms als borden, maar meer gebruikelijk zijn schaaltjes van aardewerk of metaal. In de loop van de tijd wordt het serviesgoed steeds fraaier en gemaakt van kostbare materialen en - in het begin van de Romeinse tijd - van glas. Vorken kenden de Grieken niet; ze aten met hun vingers. Messen werden voor het snijden van vlees gebruikt, voor soep en dergelijke hadden ze een soort lepels zoals die ook nu nog in oosterse huishoudens in gebruik zijn.
Klaarblijkelijk aten de vrouwen gescheiden van de mannen; was het huis te klein, dan aten de vrouwen na de mannen. Slaven dienden het eten op. Aristoteles schrijft in Politica, dat in arme gezinnen de vrouwen en kinderen de rol van de slaven vervulden.

### Brood

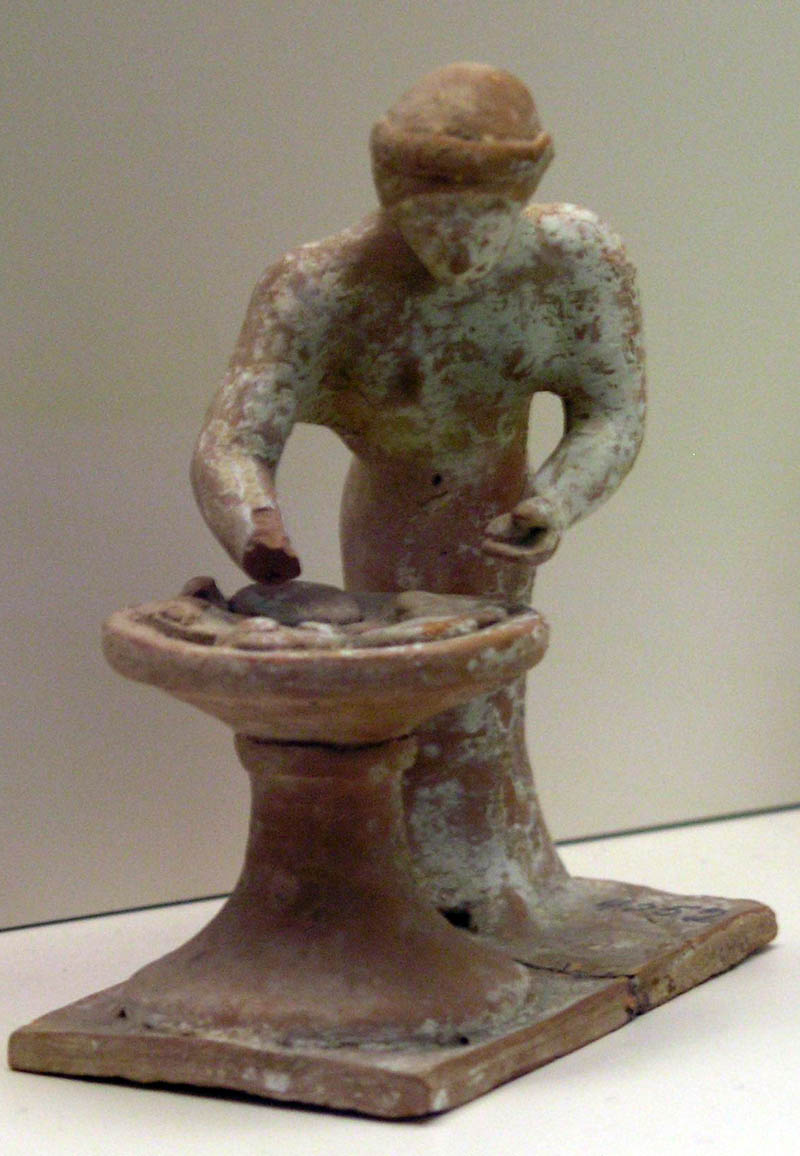
Een Griekse vrouw kneedt deeg (ca. 500-475 v.Chr., Nationaal Archeologisch Museum van Athene).

Granen vormden de basis van het Griekse voedingspatroon. De oude Grieken kenden hoofdzakelijk tarwe, spelt en gerst. Tarwe werd geweekt om het te pellen en vervolgens òf verwerkt tot gruwel en gekookt, òf gemalen tot meel voor diverse broden en koekjes. Men bakte ze gewoon, of gemengd met honing of met kaas.
Men kende het gebruik van zuurdesem. Steenovens waren echter niet voor de Romeinse tijd bekend. Een voorschrift van de wetgever Solon uit de 6e eeuw v.C. luidde dat tarwebrood alleen op feestdagen mocht worden gegeten. In de klassieke eeuw (4e eeuw v.C.) was het wel dagelijks verkrijgbaar, maar het bleef erg duur. Gerst was veel eenvoudiger te verbouwen, maar het brood ervan was erg zwaar, hoewel voedzaam. Daarom werd het eerst geroosterd voor het tot meel werd vermalen. Men maakte er mãza van, het oud-Griekse volksvoedsel. Aristophanes gebruikt in zijn stuk De Vrede de uitdrukking: "slechts op gerstebrood", vergelijkbaar met onze uitdrukking: "op water en brood". Van dit gerste-menu bestonden verschillende vormen; rauw of gaar, als pap, knoedel of brood.

### Groenten en fruit
Deze basis van granen werd veelal opgediend met wat in het Oud-Grieks ὄψον / ópson werd genoemd. Dat betekent in eerste instantie alles wat gekookt of gebakken was, en vervolgens alles bij het brood. In de Ilias wilde dat zeggen: vlees; in de Odyssee ook vis. Vanaf de klassieke tijd betekende het vooral groenten; kool, uien, bonen, linzen, erwten (van lathyrus en wikke) en kikkererwten; gekookt, gepureerd of als soep, en op smaak gebracht met olijfolie, azijn of een vissaus die nog het meest lijkt op het Vietnamese nước mắm en met aromatische kruiden.
Als we Aristophanes mogen geloven, kon Herakles - die in de Attische komedie altijd als een Holle Bolle Gijs wordt verbeeld - nooit genoeg krijgen van bonensoep. Olijven, rauw of ingelegd, waren een courant bijgerecht. In de stad waren verse groenten echter schaars en erg duur; men moest het vaak doen met gedroogde groenten. Voor de gewone werkman was linzensoep (φακῆ / phakễ) het gebruikelijke voedsel. De allerarmsten op het platteland moesten het doen met eikels (βάλανοι / bálanoi). Uien waren typisch militair voedsel.
In De Vrede doet Aristophanes er verslag van. Hij spreekt van de typische "soldatenruften" door het gebruik van uien. Als de oorlog is afgelopen, verzucht het koor, dat het "nu eindelijk gedaan is met "de helm, de kaas en de uien". Fruit wordt gegeten als dessert; vooral vijgen, granaatappels (vers of gedroogd) en diverse noten. Soms worden deze ook als aperitief bij de wijn genuttigd, met diverse andere pitten en zaden.

### Vlees en vis

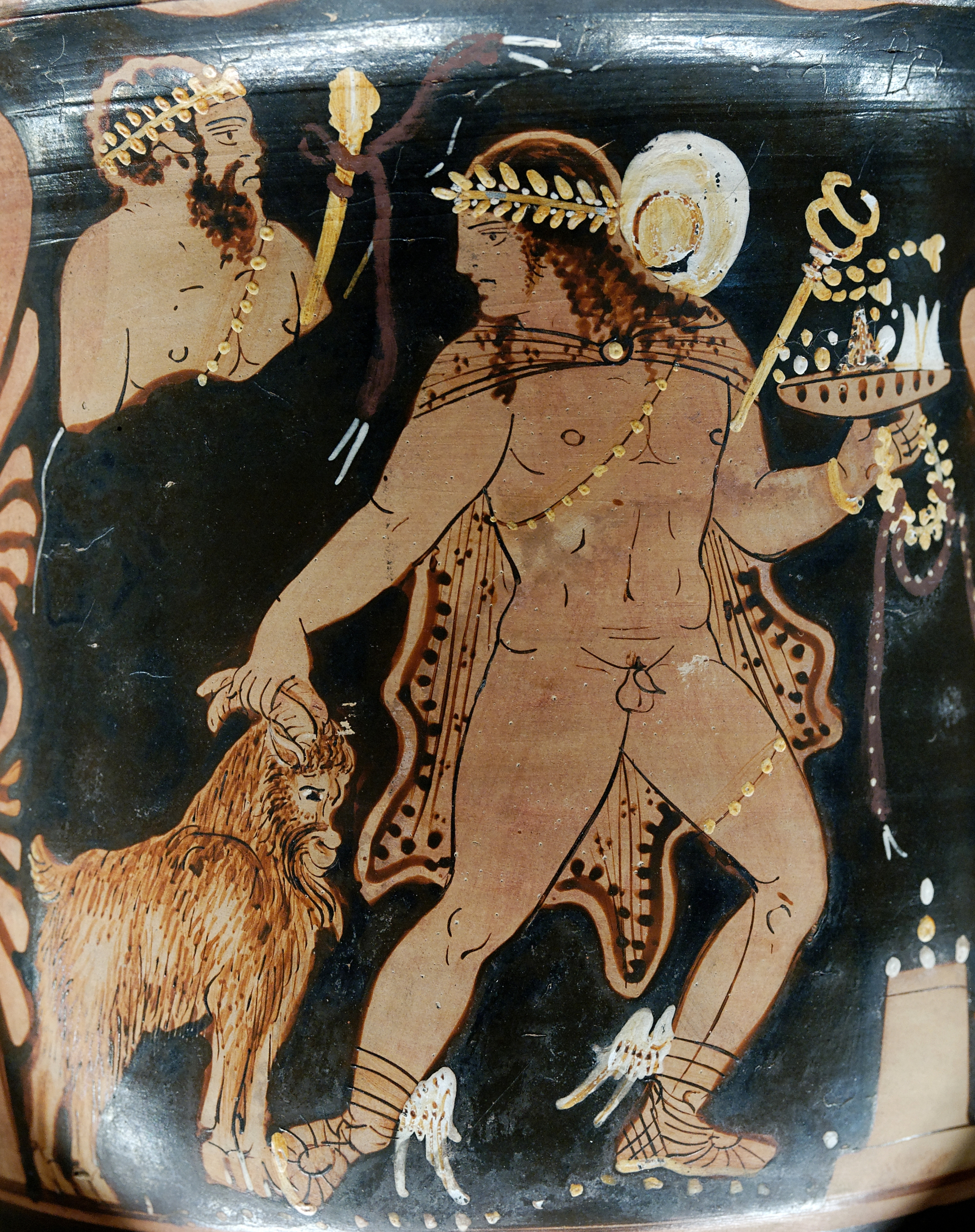
Hermes leidt een geit naar het offer, detail van een krater (ca. 360-350 v.Chr., Louvre).

Vlees en vis zijn beschikbaar al naargelang de rijkdom van het huis, maar ook naar de situering. Op het platteland leveren jacht en stroperij een buit op van vogels en hazen. Men houdt er ook kippen en ganzen op het erf en wat beter gesitueerde boeren fokken geiten, schapen en varkens. In de stad is dat alles schaars en duur. In de tijd van Aristophanes kost een speenvarken drie drachme - ofwel drie daglonen van een havenarbeider, ander vlees is nog duurder. In de Myceense cultuur bestond het mesten van runderen.
Hesiodos beschrijft in de 8e eeuw v.Chr. ook al zijn ideaal van een boerenfestijn: "Onder de schaduw van een rots, genieten van wijn van Byblos, vers brood, melk van niet meer zogende geiten, vlees van jonge vaarzen die in het bos zijn opgegroeid of schapen na de eerste dracht". Na de archaïsche periode wordt de veefokkerij echter minder, waarmee ook de consumptie afneemt. Ze wordt beperkt tot religieuze feesten voor de burgers waarbij dieren worden geofferd; de ingewanden worden verbrand voor de goden, het vlees wordt uitgedeeld aan de burgers.
In deze tijd hebben de Spartanen de gewoonte om een soort "zwarte bloedsoep" (μέλας ζωμός / mélas zômós) of "ragout van varkensvlees" te eten. Dankzij een fragment van Dikaiarchos bij Athenaios kennen we haar samenstelling: spek, zout, bloed en azijn. Hierbij worden vijgen en kaas gegeten. Claudius Aelianus, een schrijver uit de 3e-2e eeuw v.Chr., beweerde dat de Spartanen hun koks verboden om iets anders leren klaar te maken dan vlees.
Op de Griekse eilanden of in de kuststreken zijn verse vis en zeevruchten (weekdieren, zoals pijlinktvissen en zeekatten) de meest voorkomende voedselbronnen. Ze worden ter plaatse geconsumeerd maar worden vooral in het binnenland verkocht. Zo zijn sardines en ansjovis in Athene goed verkrijgbaar. Hoewel ze ook vers worden verkocht, treft men ze meestal in gezouten vorm aan. Een stele van het eind van de 3e eeuw v.Chr. afkomstig uit de kleine Boeotische polis Akraiphia, gelegen aan het Kopaïsmeer, geeft een lijst van vissen en hun respectievelijke prijzen: de goedkoopste vis is de skaren (waarschijnlijk papegaaivis), terwijl de ventrèche (het vette deel) van de rode tonijn drie keer zoveel kostte. Andere veelvoorkomende zeevissen waren; witte tonijn, harders, roggen, zwaardvis of ook nog steuren, die het liefst gezouten werden gegeten. Het Kopaïsmeer zelf was in heel Griekenland bekend voor zijn paling en deze wordt door de held in De Acharniërs van Aristophanes bezongen. Daarnaast kende men ook zoetwatervissen, zoals snoek, karper en de minder gesmaakte meerval.

### Boter, kaas en eieren
De Grieken hielden kwartels en kippen voor de eieren. Sommige antieke auteurs noemen ook eieren van fazanten en ganzen, maar deze zullen eerder zeldzaam zijn geweest. Ze werden op verschillende wijzen gegeten, hard- of zachtgekookt, en gebruikt als voor- of nagerecht. Voor sommige gerechten gebruikte men het eigeel of -wit, of soms ook het hele ei.
Melk (γάλα / gála) werd door boeren gedronken, maar blijkbaar nauwelijks gebruikt in gerechten. Men kende ook boter (βούτυρον / boúturon), hoewel ook dit slechts zelden werd gebruikt. De Grieken beschouwden boter als een product van de Thraciërs, ten noorden van de Egeïsche Zee, en de komische dichter Anaxandrides gaf ze dan ook de bijnaam van « botereters ». Andere melkproducten werden wel geapprecieerd; een soort yoghurt (πυριατή / puriatế) werd bijvoorbeeld als een delicatesse beschouwd. Kaas (τυρός / túros), en dan vooral geiten- en schapenkaas, was daarentegen weer basisvoedsel. Ze werd in speciale winkels verkocht, waarbij gerijpte kaas ongeveer een derde duurder was dan verse. Ook deze kaas werd soms gemengd met kruiden of met honing. Men benutte deze kaas verder als ingrediënt in tal van gerechten, ook visgerechten. Er is een enkel recept overgeleverd van de Siciliaanse kok Mithaikos (5e eeuw v.Chr.) (op Sicilië bevonden zich namelijk Griekse kolonies) dat luidt: "lintvis; ingewanden eruit, kop eraf, goed afspoelen en het vlees van de graat halen, daarna olie en kaas toevoegen."

## Dranken

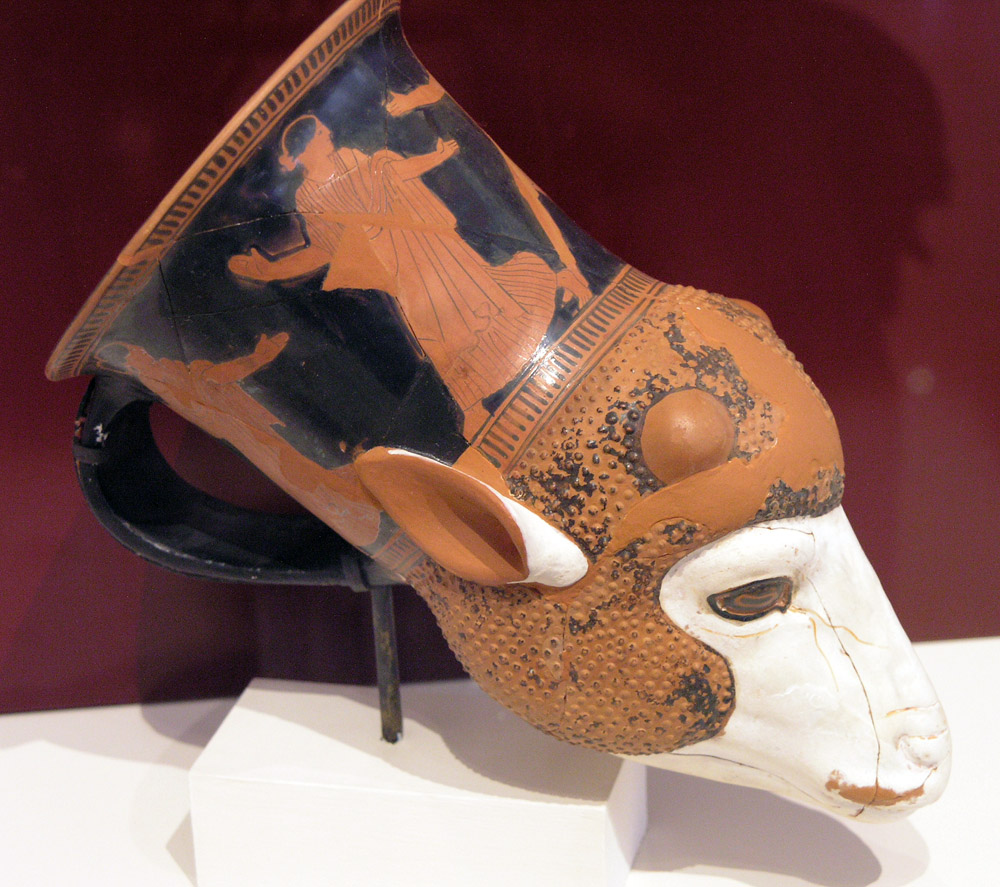
Ryton in de vorm van de kop van een ram (460-450 v.Chr., Nationaal Archeologisch Museum van Athene).

De meeste verbreide drank is water. Water halen is de dagelijkse taak van de vrouwen. Indien het echt noodzakelijk was om waterputten te slaan, wenst men uiteraard water « van een altijd vloeiende en opwellende bron, die niet troebel is ». Water wordt gezien als voedend - planten en bomen floreren er immers bij -, maar meer dan dat: Pindaros beschrijft water van een fontein als even « aangenaam als honing ». De Grieken onderscheidden in water verschillende kwaliteiten vergelijkbaar met die van wijn; zwaar, zacht, zuur, droog of prikkelend. Een personage van de komische dichter Antiphanes zwoer dat hij het onderscheid tussen alle Attische bronwaters kon herkennen aan haar goede smaak. En Athenaios vertelt ons dat verschillende filosofen naar verluidt enkel water dronken, in combinatie met een vegetarisch dieet. Naast water werd geitenmelk en mede gedronken.
Men dronk meestal uit een skyfos van hout, aardewerk of metaal. Ploutarchos die hier Kritias aanhaalt, meldt dat de Spartanen in het leger een speciale beker gebruikten, die zowel diende om de kleur van het water te verbergen, als ook om de drab op de bodem te houden. Verder werd de kylix gebruikt en bij banketten de kantharos of de ryton, de laatste vaak in de vorm van een dierenkop.

### Wijn

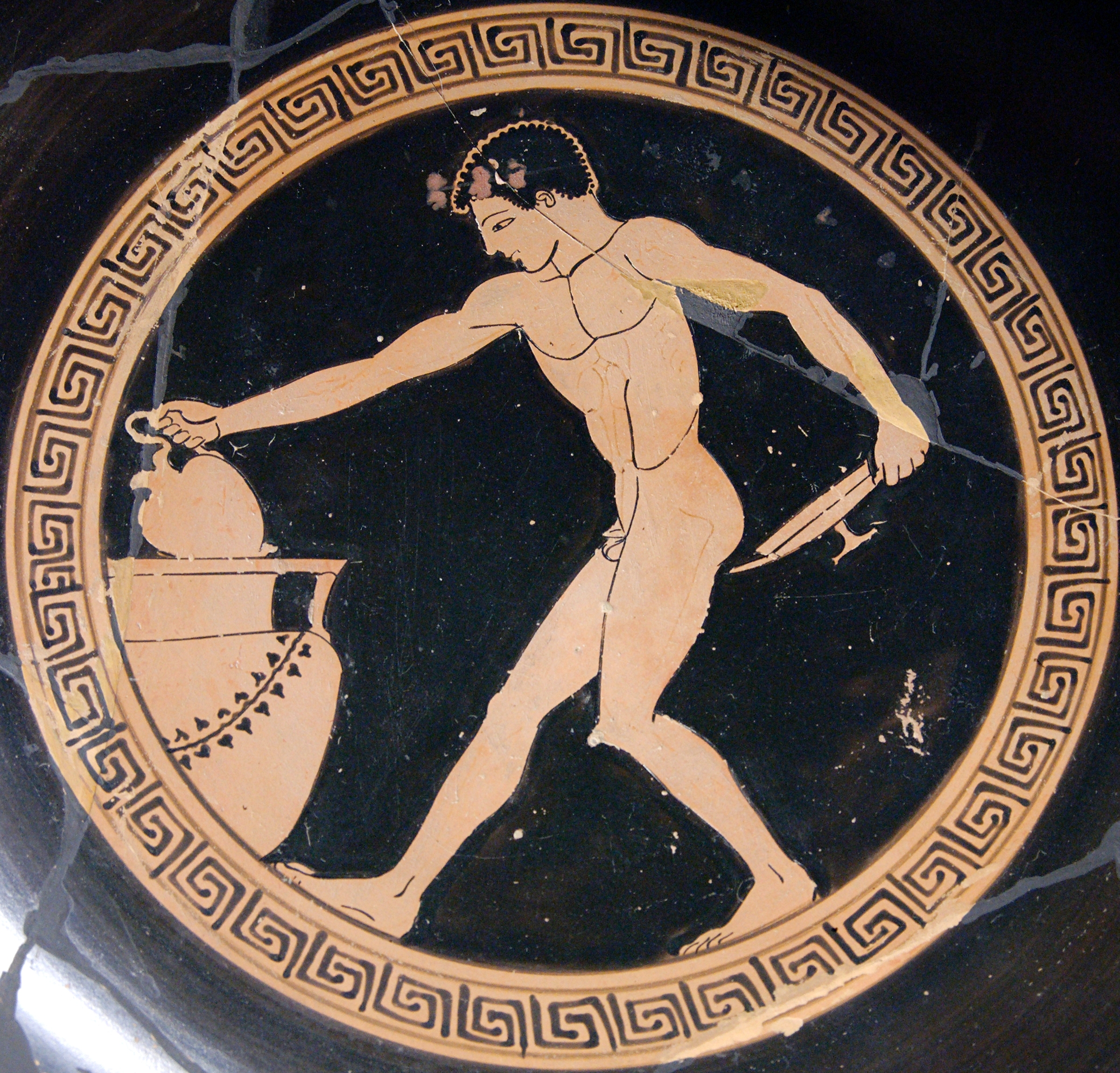
Een deelnemer aan een symposion schept met een oenochoë wijn uit een krater om zijn kylix met wijn te vullen (ca. 490-480 v.Chr., Louvre).

De Grieken maakten zowel rode wijn, witte en rosé. Net zoals tegenwoordig kende men diverse kwaliteiten, van landwijn tot de grand crus van Thasos, Lesbos, Chios en Rhodos, en ook de schillen en de droesem werden gebruikt om er een lichte zure drank van te maken voor privégebruik. De wijn werd vaak gearomatiseerd met honing, kaneel of tijm. De retsina van tegenwoordig (wijn gearomatiseerd met dennenhars) kenden ze overigens niet. Ailianos vermeldt echter wel een met parfum versneden wijn. Men kende wel gekookte wijn en te Thasos een vin doux naturel.
Wijn werd vrijwel altijd gedronken versneden met water, puur werd afgeraden; het schijnt trouwens dat wijn destijds een hoger alcoholpercentage had dan tegenwoordig. Men mengde wijn en water in een krater waaruit slaven het opschepten met een kruik (οἰνοχόη / oinokhóê), om zo de kylix van de meester te vullen. Wel is het mogelijk dat pure wijn als een soort algemeen medicament werd gebruikt, aangezien men er een geneeskrachtige werking aan toeschreef. Ailianos wist te vertellen dat de wijn van de Heraia in Arcadië de mannen gek maar de vrouwen vruchtbaar zou maken, terwijl een bepaalde Achaïsche wijn daarentegen abortus zou bevorderen. Afgezien van therapeutisch gebruik werd het vrouwen echter afgeraden of zelfs verboden om wijn te drinken.  Als we Ailianos mogen geloven, verbood een wet van Massalia zelfs wijn voor vrouwen en bepaalde dat ze niets anders dan water mochten drinken. Sparta was de enige stad waar vrouwen regelmatig wijn dronken.
Wijn voor huiselijk gebruik werd bewaard in leren zakken; voor de handel werden grote aardewerken kruiken, pithoi (πίθοι / píthoi), gebruikt en de wijn werd bij verkoop overgegoten in amfora's. Bijzonder goede wijnen (grands crus) werden voorzien van een stempel van de producent en/of een magistraat, een van de vroegste voorbeelden van een appellation contrôlée.

### Hetkykeon
Dan kenden de Grieken ook het kykeon (κυκεών / kykeoon, van κυκάω / kykáoo, « roeren, mengen »), een soort dunne pap die het midden hield tussen een drank en een maaltijd. Het bestond uit 'gort', geweekte gerst aangelengd met water en met kruiden; volgens de Ilias ook met geitenkaas. In de Odysseia voegt Kirke er honing aan toe en maakt er een toverdrank van. In de Homerische hymne aan Demeter wordt verteld dat ze rode wijn weigerde, maar wel een kykeon (mengeling) van water, meel en polei dronk. Deze kykeon, die als gewijde drank werd gedronken tijdens de Eleusinische mysteriën, was een populaire drank, vooral dan op het platteland: Theophrastos voert een boer op die zoveel van het spul op had dat z’n slechte adem de hele buurt op stelten zette. In De Vrede van Aristophanes wordt het door Hermes aanbevolen aan de held van het stuk als digestief middel na het eten van te veel gedroogd fruit.

## Hetsymposion

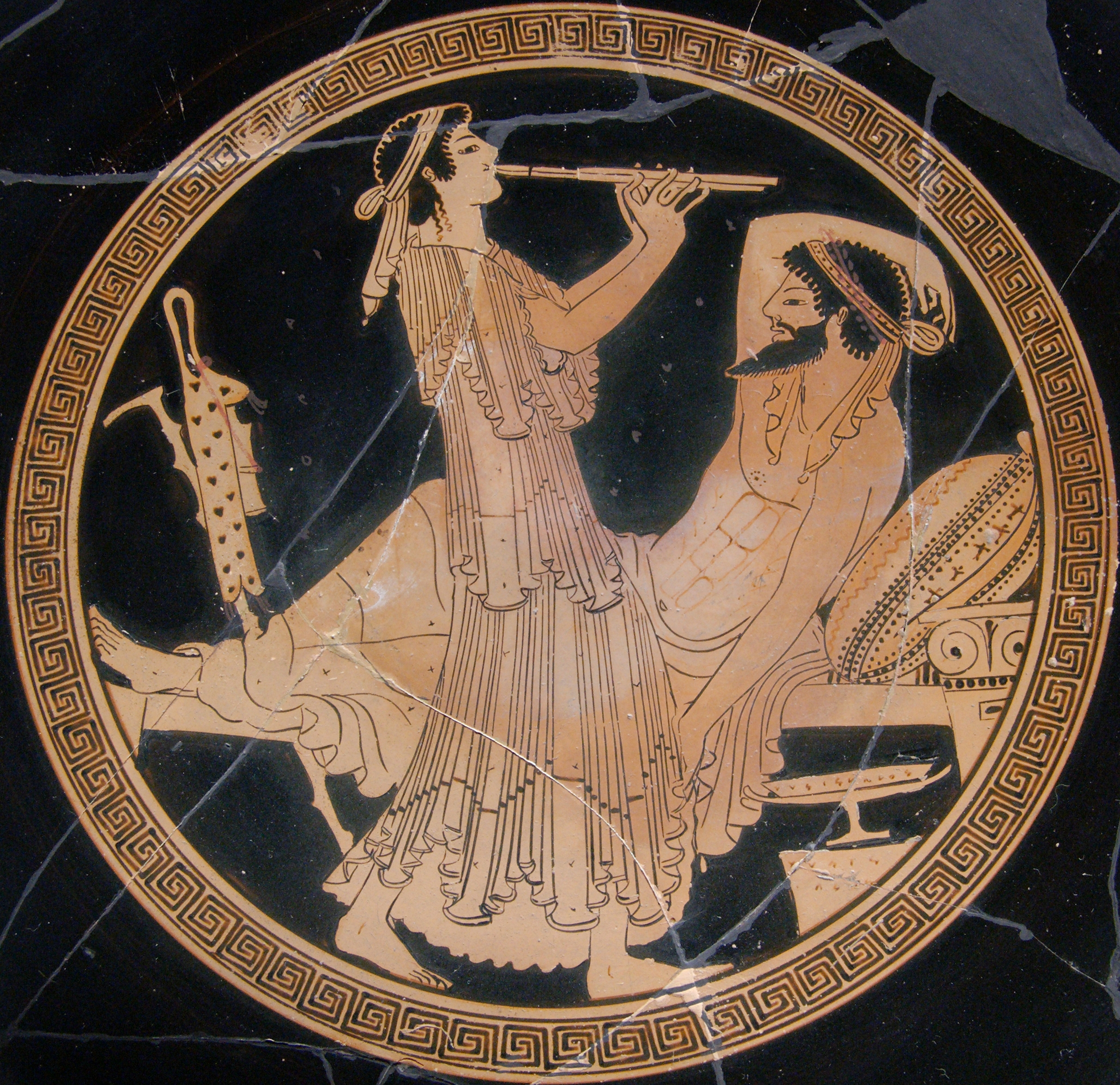
Symposionscène (5e eeuw v.Chr., Louvre).

Het symposion (συμπόσιον / sympósion), doorgaans vertaald als "banket" maar meer letterlijk "drinkgelag", is een favoriete festiviteit. Het bestaat uit twee delen; eerst een niet al te uitgebreid maal, daarna het drinken. Eigenlijk drinkt men al tijdens de maaltijd, en tijdens het gelag worden er ook allerlei versnaperingen (τραγήματα / tragếmata) gegeten, van kastanjes en bonen tot honingkoeken om de alcohol te absorberen en het feest langer te laten duren.
Het tweede deel werd ingewijd met een libatie (= drankoffer), die meestal aan Dionysos was gewijd. Waarna er diverse tafelspellen, zoals kottabos, werden gespeeld, terwijl de gasten aan lage tafels (κλίναι / klínai) aanlagen waarop drank en voedsel stond. De gasten werden vermaakt door danseressen, acrobaten en muzikanten, aangevuld met de nodige hetairai. Een van de gasten werd uitgeloot om als « koning van het symposion » de slaven aanwijzingen te geven over hoeveel water er bij de wijn moet.
Het banket was strikt gereserveerd voor mannen en een belangrijk ontmoetingspunt in het Griekse sociale leven. Soms werd het georganiseerd door één persoon, zoals een diner of soiree in de moderne tijd. Vaak was het een bijeenkomst van een religieuze kring, of van de aristocratie. Uiteraard werden banketten veelal gehouden door de rijken, maar ook, in meer gematigde vorm, bij gelegenheid van religieuze feesten of familieaangelegenheden. Diverse schrijvers verhalen van dit soort banketten: Platon, Xenophon, Ploutarchos en veel later Athenaios.